# Dvärgsvartspindel
Dvärgsvartspindel (Drassyllus pusillus) är en spindelart som först beskrevs av Carl Ludwig Koch 1833.  Dvärgsvartspindel ingår i släktet Drassyllus och familjen plattbuksspindlar. Arten är reproducerande i Sverige. Inga underarter finns listade i Catalogue of Life.